# Trarego Viggiona
Trarego Viggiona est une commune italienne de la province du Verbano-Cusio-Ossola dans la région Piémont en Italie.

## Administration
| Période                                  | Période | Identité | Étiquette | Qualité |
| ---------------------------------------- | ------- | -------- | --------- | ------- |
|                                          |         |          |           |         |
| Les données manquantes sont à compléter. |         |          |           |         |

### Hameaux
Viggiona, Cheglio

### Communes limitrophes
Aurano, Cannero Riviera, Cannobio, Falmenta, Oggebbio